# Ohnište
Ohniště je národní přírodní rezervace v oblasti Národního parku Nízké Tatry. Nachází se v katastrálních územích obcí Liptovská Porúbka a Liptovský Ján v okrese Liptovský Mikuláš v Žilinském kraji na Slovensku. Území bylo vyhlášeno v roce 1973 a jeho rozloha je 852,26 hektaru. Předmětem ochrany jsou geomorfologické útvary, krasový systém a přirozené lesní porosty pralesního charakteru. Rezervace leží na území národního parku Nízké Tatry.